# 実存主義
実存主義（じつぞんしゅぎ、英: existentialism、仏: existentialisme）とは、人間の実存を哲学の中心におく思想的立場、或いは本質存在（essentia）に対する現実存在（existentia）の優位を説く思想的立場である。存在主義とも。しかしその訳語では、現実存在でない普遍存在との間の差異を、表せないという問題がある。またその哲学を実存哲学という。キルケゴール、ヤスパースらのキリスト教実存主義、サルトル、メルロ＝ポンティらの無神論実存主義などがある。小説家ドストエフスキーもキリスト教実存主義に含まれる。

## 概要
実存主義という用語は、1940年代半ばに、フランスのカソリック哲学者であるガブリエル・マルセルによって使用されてから一般化した。1945年、マルセルがサルトルに実存主義を適用した際、当初サルトルはこの定義づけを拒否した。しかし同年、サルトルは考えを変え、実存主義を受け入れて、「L'existentialisme est un humanisme (Existentialism Is a Humanism)」を出版した。 
ハイデッガー用語として引用される「実存」は、やはりラテン語出自で「Existents」と表記され、ドイツ語では、ラテン語からの外来語として「Existenz」があり、ドイツ語土着の語としては「Dasein」が相当する。
サルトルによると普遍的・必然的な本質存在に相対する、個別的・偶然的な現実存在の優越を本来性として主張する思想である、とされる（「実存は本質に先立つ」）。本質をないがしろにするような思想のものから、本質はこうだが現実はこうであり、本質優位を積極的に肯定せずに、現在の現実をもってそれをどう解決していくべきかを考えるものまで幅が広い。実存主義で問題としているのは「人間の実存」であり、物質などの「モノの実存ではない」、しかし、実存そのものについては（ヘーゲルの『論理学』におけるように）モノの実存も含める観点がある。実存主義は欧米白人のイメージが強いが、黒人にもラルフ・エリソンらの実存主義者がいた。実存主義の当初の日本語訳は「現実存在」であったが、九鬼周造がそれ（正確には「現実的存在」）を短縮して「実存」とした。立花隆は、クリスチャンの家庭で生まれているためだろうが、キルケゴール、ドストエフスキーらのキリスト教実存主義と、サルトル、カミュらの無神論実存主義では、キリスト教実存主義には親近感を感じるが、無神論系の実存主義にはなじめなかったと述懐している。

## 歴史
古代哲学では、パルメニデス・エレア派やピュタゴラス派の思想の影響下に、イデア論を構想したプラトンを、批判的に継承したアリストテレスが、第二実体 (普遍者) と第一実体 (個物に対応) との区別を提唱した。アリストテレス及びスコラ哲学では、実存を本質に抗する概念としてとらえている。アリストテレスにとってはプラトンの普遍者実体が、自分には実存につながらない存在と見えていた。なお、ソクラテス、プラトン、アリストテレスらの古代の哲学者を実存主義者とは呼ばない。
近代哲学では、ヘーゲルが、理念と現実との不可分性（理念的・必然的、あるいは合目的的ではない、一回的な、あるいは偶発的な個物は永続性や普遍性を欠く、という意味で現実性を欠く、という意合い）を説いて「理性的なものは現実的となり、現実的なものが理性的となる。」(法の哲学序文)であるとした。これに対抗して、神の前に教会を経ずに立つ単独者としての、自己自身の「実存」（existenz ）を価値としたキルケゴールは、実存哲学の嚆矢ともいわれる。その場合に、信仰者を前提とした制約された姿勢がキルケゴールの実存にはあるということを、正しい実存理解のためには見据える必要がある。キェルケゴールは、理想主義的な分析をするスウェーデンボルグらの文芸批評家を否定した。
哲学者フレデリック・コープルストンによる解説では、サルトルは「実存主義者に共通しているのは、存在は本質に先立っているという基本的な教義である」と考えている。ロシア文学者・梅田寛によれば、ヘーゲルの唱えた「絶対説、人類進歩についての三体説及び『実在するものは全て合理である』という結果に対する効果は盛んに論議され」て当時の皇帝制度も含めその合理性が主張されていたが、次第に青年ヘーゲル派などヘーゲル崇拝者の中からも批判が生じる結果となった。プロイセン（ドイツ）では、ルートヴィヒ・アンドレアス・フォイエルバッハ、カール・マルクス（フォイエルバッハに関するテーゼ）、フリードリヒ・エンゲルス（フォイエルバッハ論）、ロシアではヴィッサリオン・ベリンスキー、アレクサンドル・ゲルツェン、ニコライ・チェルヌイシェフスキー、デンマークではキルケゴールなどがヘーゲルに批判的な立場から活動を行った。
第一次世界大戦終結後間もなく、詩人ポール・ヴァレリーはテュービンゲン大学における講演で言った。
ダーウィンの『種の起源』以降、ヨーロッパは古代以来の「聖書的世界」から、「科学と進歩の時代」へと向かった。実存主義は実証主義や合理主義などの、それまでの哲学の主流に対する反動として19世紀に萌芽が見られ、第一次世界大戦、第二次世界大戦の国家総力戦による大量破壊を経て、さらに発展した。
「主体性が真理である」として、キルケゴールは神から与えられた可能性を実現することに生の意義を見出した主体志向を唱えた。さらに、第一次世界大戦において、個人を置き去りにした近代思想の惨禍を目の当たりにして、個人を哲学的考察の対象にしようという傾向も見られた。神の死（「神は死んだ」）を宣言し、能動的なニヒリズム (運命愛) の思想を展開したニーチェを、神を否定する実存主義の系譜の先駆者としつつ、1930年代、ドイツのマルティン・ハイデッガーやカール・ヤスパースらによって「実存」の導入が図られた。ハイデッガーの意味づけの実存は、個人主体実存という「本来性から離れて」、ナチスのユダヤ人差別や優生思想のような「民族の実存」になっている。ここでは、民族の実存を希求して先導するハイデッガーが、先導される「個人の私性を否認」している。　ここには真の実存はハイデガーにしかないのだが、こうした曲折を経て、実存の考え方は第二次世界大戦後、世界的に広がりをみせることになった。なお、ハイデッガーが、ナチスが政権を獲得した1933年に、ナチスに入党していたことを記録しておかなければならない。また、カール・シュミットもハイデッガーと同年に、ナチスに入党している。
第二次大戦後、サルトルの『実存主義とは何か』は実存主義のマニフェストであり入門書ともいわれ、1945年10月、パリのクラブ・マントナンで行われた講演が元になっており、多数の聴衆が押しかけたため、入りきれない人々が入口に座り込むほどで、翌日の新聞に大見出しで「文化的な事件」として伝えられた。ヨーロッパでは、巨大な歴史の流れの中での人間存在の小ささが意識され、戦前までの近代思想や既存の価値観が崩壊し、人々の多くが心のよりどころを喪失しかかっていた。サルトルの思想は、実存に新たな光を当て当時の人々の根源的な不安を直視しそれに立ち向かい、自由に生きることの意味を追求し、人間の尊厳を取り戻す術として人々に受け入れられることになった。サルトルらによって広まった実存主義は、サルトルのアンガージュマン（他の実存と共に生きるための自己拘束）の思想に見られるようにマルクシストとしての社会参加色が強く、それに呼応しない者には説得力がなかったが、1960年代の学生運動の思想的バックボーンとなった。サルトルの『実存主義とは何か』は実存主義のマニフェストであり入門書ともいわれた。
この、支配制度に対する被支配的個人の重視は、サルトルの思想が1970年代に入ると、 構造主義などから批判を受け、退潮傾向になっていったが、哲学者による研究は継続された。他者を支配管理する実存はあり得ない。また、実存主義は同じく「私」に焦点を当てる芸術や文学、心理療法にも影響を与えた。
実存主義を哲学のみならず、文学、芸術などにも拡大解釈する場合（ボルノウなど) 、パスカルやドストエフスキー等も実存主義者だと解される場合もある。
詩人でもありロックバンド『The Doors』のボーカル、ジム・モリソンは様々な実存主義者に影響を受けている。
日本の実存主義の学者としては、田邊元、 西田幾太郎らがあげられる。経世実用を学風とする日本の哲学者草薙正夫、信太正三、武藤光朗らは実存主義哲学からマルクス主義、インド哲学などにアプローチして、現実の社会問題を解決しようとし、無限革命論（トロツキーの永続革命論とは異なる）に発展する。また、唐十郎は明治大学の卒論が「サルトル」であり、状況劇場の由来もサルトルの評論「シチュアシオン」（仏語・状況）、1963年の劇団の旗揚げ公演もサルトルの「恭しき娼婦」という傾倒ぶりだった。
禅宗もしくは仏教一般の実存に関しては、西田幾太郎の弟子で宗教哲学者の久松真一は戦前の『即無的実存』（1935年）で、禅宗もしくは仏教一般の「即無的実存性」を主張している。有に対する否定としての無を消極的な無と見ている一方、有と無との間の対立を無化する無を積極的な無と見つつ、こちらの無に即すことを実存としている。

## 名称
「実存主義」の名称自体は ドイツの『一般文学新聞』において1815年に既に、Existentialismusという語で使用されている。ただし、学問の世界で一般化したのは、前述の通りガブリエル・マルセルが使用し始めてからである。
第二次大戦後、治安、政情の不安定であったパリで、職に就かず、その日暮らしをしながらカフェやナイトクラブにたむろする若者を指して使われた。人生に目的を持たず不条理にただそこに現実存在している状態を批判する呼び方であり、いうなれば蔑称であった。実存主義を自ら名乗った哲学者サルトルも、初期はこの名称で呼ばれることを嫌っていた。

## 世界の主な人物

### 哲学者・思想家・法学者など
- サルトル
- ボーヴォワール
- キェルケゴール
- ヤスパース
- メルロー=ポンティ
- マルセル
- ニコラ・アバニャーノ
- ハンス・ヨナス
- シェリング
- ショーペンハウアー
- シュティルナー
- ニーチェ
- シェストフ
- ハイデッガー
- ベルジャーエフ
- バタイユ
- リクール
- レヴィナス
- セリーヌ
- カール・シュミット
- ヴィクトール・フランクル

### 小説家・劇作家
- ドストエフスキー
- イヨネスコ
- カフカ
- カミュ
- ヘッセ
- アレン・ギンズバーグ
- ジャック・ケルアック
- ウィリアム・バローズ
- ウィリアム・フォークナー
- ユンガー
- ベケット
- サガン

## 日本の主な人物
- 田邊元
- 西田幾太郎
- 唐十郎
- 九鬼周造
- 草薙正夫（ヤスパースの研究家）
- 信太正三

## 関連人物
- 立花隆
- 安部公房
- 大江健三郎
- 埴谷雄高
- 椎名麟三
- 団藤重光

## 読書案内
- サルトル：「実存主義とは何か」 人文書院 (1996/11/1) ISBN 4409030426